# Mesocapromys auritus
La jutía rata (Mesocapromys auritus) es una especie de  roedor de familia Capromyidae, endémica de Cuba.Fue una de las tres especies descubiertas en 1970 por el destacado naturalista cubano Luis S.Varona.

## Caracteristícas
La Jutía rata posee una larga cola casi del tamaño de su cuerpo, pelaje abundante y áspero, oblonga su cabeza, en la que se destacan sus orejas terminiadas en punta.Es algo mayorque la Jutía enana, ya que puede alcanzar 280 mm de longitud.Las extremidades posteriores son más fuertes y largas que las anteriores.El pelaje presenta una coloración que tiende al gris amarillento o castaño, con manchas laterales blancas en la cola, las partes bajas son más claras.

## Hábitat
Está constituida por una sola población, bastante pequeña y confinada a un área geográfica localizada en Cayo Fragoso al norte de Caibarién, en la provincia de Villa Clara, donde solo ha sido capturada. Es probable que habite otros cayos cercanos.

## Reproducción
Es vivípara.Se cree que no son muy prolíferas y que su gestación dura tres meses.Construye sus nidos comunales, sobre las raíces de los manglares por encima de la marea alta.

## Alimentación
Básicamente se nutre de mangle rojo, abundante en los cayos.Consume poca agua pues estos lugares carecen de este preciado líquido.